# 제1체코슬로바키아 기갑여단
제1 체코슬로바키아 기갑여단(Československá samostatná obrněná brigáda)은 1943년 9월 1일, 체코슬로바키아 제1보병여단을 기갑여단으로 재편하여 창설되었다. 1944년 여름까지 영국에서 계속 훈련을 받았으며, 병력 수는 약 4천명까지 늘어났다. 그 해 여름, 노르망디 상륙 작전 후 노르망디로 이동 배치되어 영국 제21집단군에 배속되었다. 10월 초 여단은 덩케르크로 전진하여 캐나다 제1군에 배속되어 독일군이 점거하고 있는 요새를 포위한 캐나다군을 지원했다.
제1기갑여단은 던커크에서 전쟁의 남은 기간을 강력한 독일군 수비대를 공격하기도 하고 공격도 받아가며 보냈다. 그 기간 동안 체코슬로바키아 기갑여단은 프랑스 국내군(FFI, 프랑스어: Forces Francaises de l'Interieur)의 지원을 받았다. 10월 15일, 여단을 지원하던 FFI 병력은 프랑스 제110보병연대의 2개 대대로 통합되었고, 1945년 1월 24일 연대는 제51보병연대로 바뀌고 4개 대대 규모로 확장되었다. 다양한 영국군 및 캐나다군 부대가 한 번 이상 포위전을 지원했다.
11월, 여단은 캐나다 제1군을 건너뛴 버나드 몽고메리의 제21집단군 직할 부대가 되었다. 1945년 봄, 제1기갑여단은 해방된 프랑스에서 애국자들을 모집하여 체코슬로바키아인 장교 및 사병 5900여명으로 증강되었다. 이들 중 일부는 독일군에서 강제로 복무하다가 연합군에 포로로 잡힌 자들이었다.
독일군 덩케르크 수비대는 1945년 5월 9일까지 항복하지 않았고, 항복 시에 독일군 15,500명과 3척의 유보트가 체코슬로바키아 여단에 포로가 되었다.

## 편제
제1 체코슬로바키아 기갑여단은 다음과 같이 편제되었다.
| 1944년 9월 | 1945년 5월 |
| --- | --- |
| - 제1 체코슬로바키아 전차대대 - 제2 체코슬로바키아 전차대대 - 제1 체코슬로바키아 차량화보병대대(2개 중대) - 포병연대 (2개 대대) - 대전차대대 - 공병대대 (2개 중대) - 수색대대 | - 제1 체코슬로바키아 전차대대 - 제2 체코슬로바키아 전차대대 - 제3 체코슬로바키아 전차대대 - 제1 체코슬로바키아 차량화보병대대(3개 중대) - 포병연대 (3개 대대) - 대전차대대 |

1944년과 1945년을 비교하면, 1945년에 1개 전차대대와 기계화보병 1개 중대, 1개 포병대대가 증강되었다.(수색대대는 1944년 이후, 제3 체코슬로바키아 전차대대로 재편성하였다)